# Klokánkovití čtyřprstí
Klokánkovití čtyřprstí, či pouze klokánkovití (Potoroidae), jsou dvojitozubí vačnatci, kteří jsou úzce spjati s klokanovitými, občas jsou tyto dvě čeledi tříděny jako podčeledi jedné jediné čeledi. Za samostatnou čeleď jsou pokládáni klokánkovití pětiprstí (Hypsiprymnodontidae), s jediným žijícím druhem klokánek pižmový. Vyskytují se v Austrálii.

## Stavba těla a pohyb
Stejně jako klokanovití jsou i klokánkovití syndaktilní a diprodontní. Mají také zvětšené zadní tlapy a velmi silné zadní končetiny. Ve velkých rychlostech jsou to zdatní skokani, v nižších rychlostech se pohybují spíš jako zajíc, přistávají s váhou rovnoměrně rozloženou mezi přední a zadní končetiny, poté přenesou váhu na zadní končetiny, připraveni k dalšímu skoku. Zadní nohy jsou větší než přední, nicméně tento rozdíl není tak velký jako u klokanů. Čtvrtý prst na zadní tlapě je nejdelší a nejsilnější. Ocas je polochápavý. Recentní druhy dosahují hmotnosti nejvýše 4 kg a délky těla do 50 cm.

## Potrava
Klokánkovití jsou všežravci nebo býložravci, krmí se především houbami a hlízami. Nepohrdnou však ani semínky a drobným hmyzem. Mají vyvinutou, ze předu se otevírající kapsu.

## Rody a druhy
Na základě 
rod Aepyprymnus
- Klokánek rudohnědý (Aepyprymnus rufescens)

rod Bettongia
- Klokánek Gaimardův (Bettongia gaimardi)
- Klokánek zemní (Bettongia lesueur)
- Klokánek králíkovitý (Bettongia penicillata)
- Klokánek tropický (Bettongia tropica)

rod Caloprymnus
- Klokánek pouštní (Caloprymnus campestris) – vyhynulý

rod Potorous
- Klokánek dlouhoprstý (Potorous longipes)
- Klokánek malý (Potorous platyops)
- Klokánek krysí (Potorous tridactylus)
- Klokánek Gilbertův (Potorous gilbertii)